# Hoplomachus

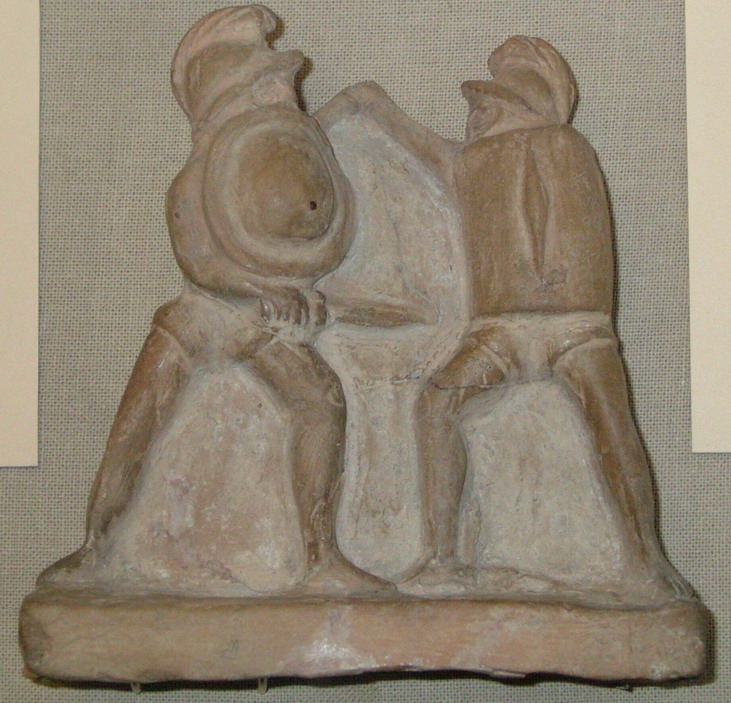
Griechische Terracotta aus dem Britischen Museum London. 2 Gladiatoren, ein Hoplomachus, der bereits seine Lanze verloren hat kämpft gegen einen Traex.

Der hoplomachus (lateinisch, auch: oplomachus; abgeleitet von altgriechisch ὁπλομαχία hoplomachia „Kampf mit schweren Waffen“) war ein schwerbewaffneter römischer Gladiator.

## Entwicklung
Nachdem die Römer den griechischsprachigen Ostteil des Mittelmeerraums erobert hatten, entwickelten sie den hoplomachus aus dem dort verbreiteten Fechtsport Hoplomachie.

## Ausrüstung und Bewaffnung
Der hoplomachus war schwerbewaffnet. Seine Waffen waren eine mittellange, leichte Stoßlanze (hasta) und ein geradklingiges Kurzschwert in der Schildhand. Seine Rüstung bestand aus einem attisch-böotischen Helm, einem Armschutz (manica) am Lanzenarm, einem kleinen, stark konvex gewölbten Rundschild aus Bronze, eng anliegenden Hosen oder Bandagen um die Beine und zwei sehr hohen Beinschienen (ocreae). Bekleidet war er mit einem Lendenschurz (subligaculum) und einem Gürtel (balteus, cingulum).

## Gegner
Der Gegner des hoplomachus war der murmillo. In seltenen Fällen kämpfte er auch gegen den thraex.
Zu weiteren Gladiatoren siehe: Gladiatorengattungen.